# Villino Semiradski
Villino Semiradski, antigo Villino De Renzis, é uma pequena villa localizada na Piazza dell'Indipendenza, entre a Via Goito e a Via Castelfidardo, no rione Castro Pretorio de Roma. Foi construída entre 1872 e 1879 pelo arquiteto Francesco Azzurri. Entre seus habitantes famosos está Sir James Rennell Rodd, que trabalhou no corpo diplomático britânico em Roma no início do século XX.